# مونیکا کفیاتکوفسکا
مونیکا کفیاتکوفسکا (لهستانی: Monika Kwiatkowska؛ زادهٔ ۱۰ اکتبر ۱۹۷۵) بازیگر و صداپیشه اهل لهستان است.
از فیلم‌ها یا مجموعه‌های تلویزیونی که وی در آن‌ها نقش داشته‌است، می‌توان به آب‌شدگی، فیلیپ، سارا، مدار بسته، در خوشی و سختی، پدر متیو، خط تأخیر، طاقت بیاور، رنگ‌های خوشبختی، در خیابان سپولنی و ورشو ۴۴ اشاره نمود.